# Mirosław Żuławski
Mirosław Żuławski (ur. 16 stycznia 1913 w Nisku, zm. 17 lutego 1995 w Warszawie) – polski pisarz, dyplomata.

## Życiorys
Syn Sławomira Żuławskiego, międzywojennego starosty w Tarnowskich Górach. Ukończył w 1935 studia na Wydziale Prawa i Studium Dyplomatyczne na Uniwersytecie Jana Kazimierza we Lwowie. W latach 1936–1939 był urzędnikiem administracji państwowej – sekretarzem wojewody lwowskiego.
W czasie okupacji mieszkał z rodziną we Lwowie, tam urodził się jego syn Andrzej. W latach 1941–1944 działał w Związku Walki Zbrojnej-Armii Krajowej, był redaktorem konspiracyjnego czasopisma „Biuletyn Informacyjny Ziemi Czerwieńskiej”, działaczem podziemia kulturalnego. W 1944 – szefem Oddziału VI Biura Informacji i Propagandy (BIP) obszaru Lwów KG ZWZ- AK. Pisał i redagował biuletyny informacyjne. Był karmicielem, a później preparatorem wszy w Instytucie Badań nad Tyfusem Plamistym i Wirusami prof. Rudolfa Weigla, co skutecznie chroniło przed represjami okupanta. Po zajęciu miasta przez Armię Czerwoną wyjechał ze Lwowa. W latach 1944–1945 był korespondentem wojennym, a następnie zastępcą redaktora naczelnego dziennika „Rzeczpospolitej” w Lublinie.
W latach 1945–1948 był członkiem PPS, od 1948 należał do PZPR. W latach 1945–1949 przebywał jako radca kulturalny w Ambasadzie RP w Paryżu, w latach 1949–1952 w Pradze. W latach 1952–1955 wchodził w skład zespołu redakcyjnego „Przeglądu Kulturalnego”, publikował też w tygodniku „Świat”. W latach 1956–1965 znów pracował w Paryżu reprezentując Polskę w UNESCO. Od 1971 był wicedyrektorem departamentu MSZ. Lata 1973–1977 spędził w Dakarze jako Ambasador PRL w Senegalu, Republice Górnej Wolty, Republice Mali i od 1975 w Gambii; w 1978 przeszedł na emeryturę.
Jako poeta debiutował na łamach lwowskich „Sygnałów”. W 1953 roku otrzymał nagrodę państwową III. stopnia za powieść Rzeka czerwona. W latach 1990–1995 był stałym felietonistą magazynu „Twój Styl”.
Był mężem Czesławy Janiakównej, ojcem reżysera Andrzeja Żuławskiego, bratankiem pisarza Jerzego Żuławskiego, kuzynem malarza Marka Żuławskiego, dziadkiem reżysera Xawerego Żuławskiego.

## Ordery i odznaczenia
- Krzyż Komandorski Orderu Odrodzenia Polski
- Order Krzyża Grunwaldu III klasy (11 lipca 1946)[6]
- Krzyż Oficerski Orderu Odrodzenia Polski (15 lipca 1954)[7]
- Medal 10-lecia Polski Ludowej (12 stycznia 1955)[8]
- Krzyż Komandorski Orderu Narodowego Zasługi (Francja)
- Krzyż Oficerski Orderu Legii Honorowej (Francja)
- Order Pracy I klasy (Wietnam, 1958)[9]
- Order Narodowy Lwa (Senegal)[2]

## Książki
- Ostatnia Europa. Trzy miniatury (1947)
- Rzeka czerwona (1953)
- Portret wroga (1954)
- Opowieść atlantycka (1954)
- Drzazgi bambusa (1956)
- Psia gwiazda (1965)
- Opowieści mojej żony (1970)
- Pisane nocą (1973)
- Ucieczka do Afryki (1983)
- Album domowe. Felietony 1990–1995 (1997)

Napisał scenariusz filmu Opowieść atlantycka w reż. Wandy Jakubowskiej według własnego opowiadania pod tym tytułem.